# Syed Ameer Ali

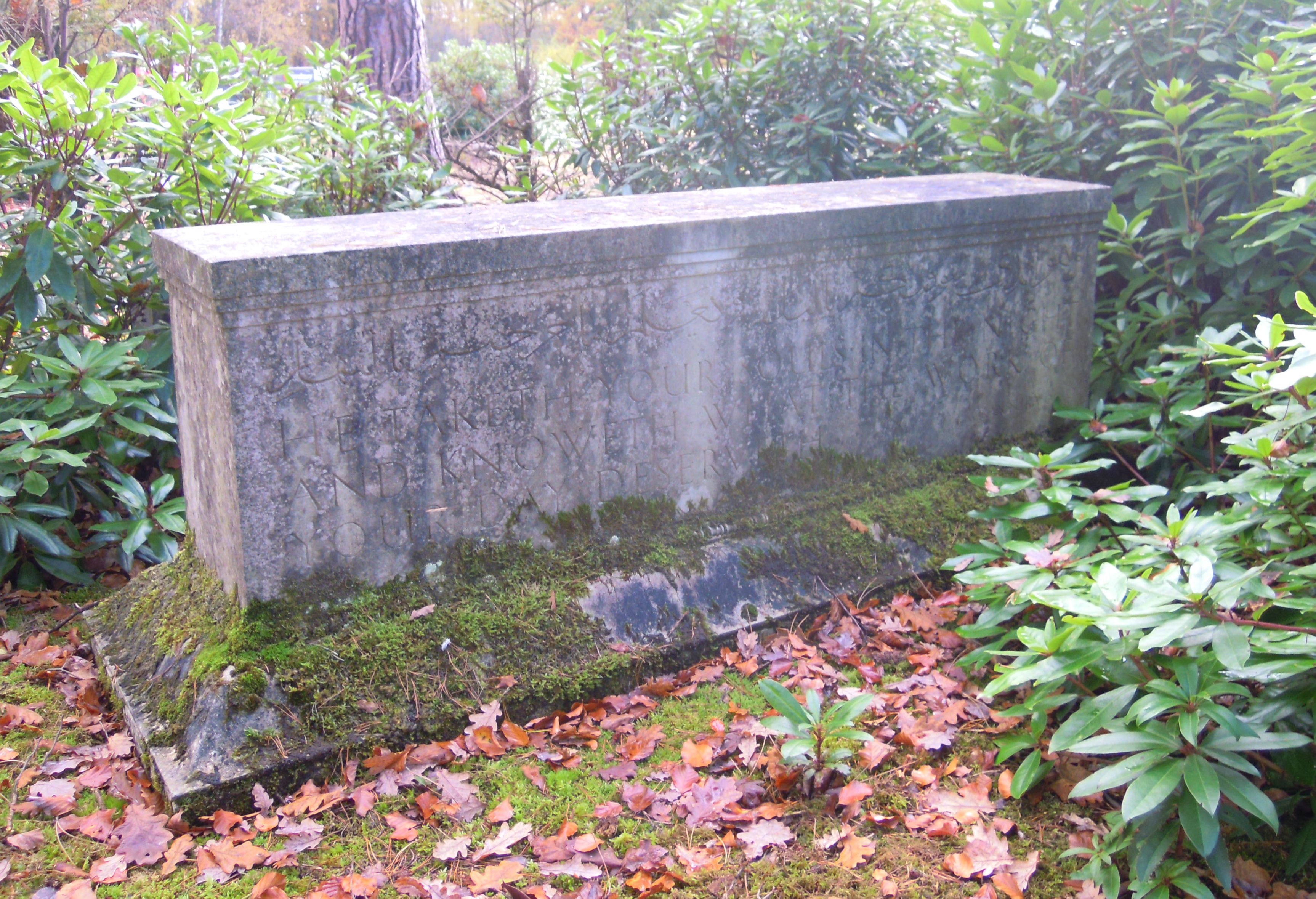
Grab von Syed Ameer Ali auf dem Brookwood Cemeter (Woking, Surrey)

Syed Ameer Ali (geboren am 6. April 1849 in Cuttack, Orissa; gestorben am 3. August 1928 in Pollingfold Manor bei Rudgwick, Sussex, England) war ein indischer muslimischer Jurist, prominenter politischer Führer und Autor einiger einflussreicher Bücher über die Geschichte des Islams.

## Leben und Wirken
Er wurde in Cuttack in Odisha gegen Ende des Mogulreiches als vierter von fünf Söhnen von Syed Saadat Ali geboren. Die Familie zog zunächst nach Kalkutta, dann nach Chinsura. Er besuchte britische Schulen und begann nach einem LL.B.-Abschluss an der Universität Kalkutta eine Anwaltstätigkeit in Kalkutta im Jahre 1869. Schon zu dieser Zeit zählte er zu den wenigen erfolgreichen islamischen Aufsteigern seiner Generation.
Im selben Jahr zog er nach London. Er blieb dort bis 1873, wurde Mitglied des Anwaltsverbandes Inner Temple und knüpfte Kontakte mit führenden englischen Liberalen wie John Bright, Henry Fawcett und dessen Frau Millicent Garrett Fawcett. Nach seiner Rückkehr nach Indien praktizierte er weiter als Anwalt am Obergericht Kalkutta. 1874 wurde er Fellow an der Universität Kalkutta und erhielt eine Stelle als Dozent für Islamisches Recht am dortigen Presidency College. Nach einem neuerlichen einjährigen Besuch in England wurde er 1881 Professor für Recht an der Universität Kalkutta, und 1883 Richter am dortigen Obergericht. Schon 1877 hatte er den Interessenverband Central National Muhammedan Association gegründet, der in den folgenden Jahren Dutzende von Zweigstellen von Madras bis Karachi errichtete, mit der „Förderung eines guten Verhältnisses zwischen den Rassen und Glaubensvorstellungen Indiens sowie dem Schutz und der Sicherung mohammedanischer Interessen und Hilfestellung bei ihrer politischen Schulung“ als Hauptzielen. 1909 erhielt er auf Vorschlag von Staatssekretär John Morley einen Sitz im Judicial Committee of the Privy Council, den er bis zu seinem Tode behielt, und wurde somit das erste indische Mitglied des Privy Council.
1910 fand im Londoner Hotel Ritz eine öffentliche Sitzung statt, in welcher zur Einrichtung einer der Tradition des Islams und der Hauptstadt des britischen Empires würdigen Moschee in London aufgerufen wurde. Es wurde ein Fonds eingerichtet, an dessen Verwaltung sich neben Syed Ameer Ali Prominente wie Aga Khan, die Koranübersetzer Abdullah Yusuf Ali und Marmaduke Pickthall, Lord Lamington, Earl Winterthon und  Nathan Rothschild beteiligten. Doch erst nach mehreren Jahrzehnten konnte die East London Mosque eröffnet werden.
1904 trat er von seiner Stelle am Obergericht Kalkutta zurück und zog mit seiner englischen Frau, Isabelle Ida Konstam, die er 1884 geheiratet hatte, nach England. Er starb am 3. August 1928 in Pollingfold Manor bei Rudgwick in der Grafschaft Sussex und wurde auf dem Brookwood Cemetery bestattet.
Im literarischen Bereich ist er als Verfasser von zwei Hauptwerken hervorgetreten: Einerseits durch seine Mohammed-Biographie, die zunächst 1873 unter dem Titel A Critical Examination of the Life and Teachings of Mohammed („Kritische Untersuchung von Mohammeds Leben und Lehren“) erschien und 1891 mit Unterstützung von englischen Fachleuten wie dem Philologen Isaac Taylor (1829–1901) als The Spirit of Islam („Der Geist des Islams“) in einer erweiterten Fassung neu herausgegeben wurde. Der Orientalist David Samuel Margoliouth rühmte die Zweitfassung des Werks als „charmante und beredte Abhandlung“ und fügte hinzu, sie sei „wahrscheinlich die beste Leistung einer Apologie des Mohammeds in einer europäischen Sprache“. Ein zweites wichtiges Werk ist A Short History of the Saracens, „Kurze Geschichte der Sarazenen“. Dieses Buch behandelt den Aufstieg und Niedergang der sarazenischen Macht und der wirtschaftlichen, sozialen und intellektuellen Entwicklung der arabischen Nation von den frühesten Zeiten bis zur Zerstörung von Bagdad und der Vertreibung der Mauren aus Spanien.
Eine besondere Beziehung verband Syed Ameer Ali mit Sayyid Ahmad Khan (1817–1898), einer wichtigen Persönlichkeit des Reformislams und Begründer der Aligarh-Bewegung, aus der die spätere Muslimische Universität Aligarh hervorging. Während beide muslimischen Denker sich für die Verbreitung westlicher Bildung auf dem indischen Subkontinent einsetzten, legte Ameer Ali vermehrt Gewicht auf Englisch als Kommunikationssprache, um seine Ideen zu verbreiten.

## Publikationen (Auswahl)
- The Spirit of Islam, or the Life and Teachings of Mohammed. Calcutta, 1902. Online
- A Short History of the Saracens. Macmillan, London 1951. Online
- The Rights of Persia. London 1919.
- Shan Muhammad (Hrsg.): The Right Hon’ble Syed Ameer Ali. Political Writings. New Delhi, 1989. Inhalt